# Нік Іткін
Нік Іткін (англ. Nick Itkin; нар. 9 жовтня 1999 року) — американський фехтувальник на рапірах, бронзовий призер Олімпійських ігор 2020 року в командній рапірі. Cин вихідців з України.

## Виступи на Олімпіадах
| Олімпіада  | Дисципліна           | Місце |
| ---------- | -------------------- | ----- |
| Токіо 2020 | індивідуальна рапіра | 12    |
| Токіо 2020 | командна рапіра      | 3     |
| Париж 2024 | індивідуальна рапіра | 3     |
| Париж 2024 | командна рапіра      | 4     |